# Annabelle (bambola)

La bambola in Annabelle 2: Creation

Annabelle è una bambola considerata posseduta, che ha ispirato il personaggio della serie di film The Conjuring.
Il personaggio sarebbe basato su resoconti dei ricercatori del paranormale e demonologi Ed e Lorraine Warren, relativi ad una bambola con effetti demoniaci e sovrannaturali che era stata donata al loro museo del paranormale a Monroe (Connecticut). 
Annabelle è apparsa per la prima volta nel film L'evocazione - The Conjuring del 2013, ed ha generato uno spin off, Annabelle, con due sequel, Annabelle 2: Creation e Annabelle 3.

## Presupposti storici
Annabelle è una bambola Raggedy Ann, secondo la leggenda protagonista di alcune vicende paranormali. 
Secondo Ed e Lorraine Warren, investigatori del paranormale e demonologi, una studentessa di infermieristica ricevette la bambola in dono nel 1971. La bambola si sarebbe comportata in modo strano e un medium disse alla studentessa che la bambola era infestata dallo spirito di una ragazza deceduta di nome "Annabelle". La studentessa e il suo coinquilino avrebbero quindi accettato di tenere la bambola posseduta nella loro abitazione, tuttavia la bambola avrebbe mostrato in seguito comportamenti maliziosi e spaventosi. 
Fu a questo punto che i Warren sarebbero stati contattati per la prima volta e che, giunti nel luogo, presero la bambola per portarla al loro museo dopo averla dichiarata "posseduta demonicamente".
La bambola sarebbe stata conservata in una teca di vetro al The Warrens' Occult Museum a Monroe, nel Connecticut.
La bambola è stata descritta anche nella biografia The Demonologist del 2002 di Gerald Brittle riguardo alle esperienze di Ed e Lorraine Warren.

### Critiche
Joseph Laycock, assistente al professore di studi religiosi della Texas State University, affermò che la maggior parte degli scettici ha liquidato il museo dei Warren come "pieno di cianfrusaglie di Halloween, bambole e giocattoli e libri che si possono acquistare in qualsiasi libreria". 
Laycock definisce la leggenda di Annabelle un "caso di studio interessante nel rapporto tra la cultura pop e il folclore paranormale" e ipotizza che il cliché della bambola demoniaca popolarizzata da film come La bambola assassina, Dolly Dearest - La bambola che uccide, L'evocazione - The Conjuring e Annabelle sia emerso dalle prime leggende che circondano Robert la Bambola così come un episodio della quinta stagione di Ai confini della realtà intitolato La bambola vivente (in cui il personaggio della madre viene per coincidenza chiamato Annabelle), pubblicato 5 anni prima della storia dei Warren. Laycock suggerisce che "l'idea di bambole possedute dal demonio permette ai moderni demonologi di trovare il male soprannaturale nel più banale e domestico dei luoghi".
Commentando la pubblicità del The Warrens' Occult Museum in concomitanza con l'uscita cinematografica di L'evocazione - The Conjuring, la scrittrice Sharon A. Hill ha affermato che molti dei miti e delle leggende che circondano i Warren sono "apparentemente fatti da soli" e che molte persone potrebbero avere difficoltà nel "separare [le storie dei] Warren dalla loro rappresentazione hollywoodiana". Hill ha criticato la copertura da parte della stampa sensazionalista del The Warrens' Occult Museum e della bambola Annabelle. Ha affermato: "Come nella vita reale di Ed Warren, la vita reale di Annabelle è in realtà molto meno impressionante." Tra le affermazioni soprannaturali di Ed Warren riguardo alla bambola, Hill ha dichiarato: "Non abbiamo altro che la parola di Ed in questo e nella storia e nelle origini degli oggetti presenti nel museo".